# Kofçaz
Kofçaz (bulgarisch Кофчаз) ist eine Stadt und Hauptort des gleichnamigen Landkreises in der Provinz Kırklareli in Ostthrakien. Der Ort liegt ca. 26 km Straßenkilometer nördlich von der Provinzhauptstadt Kırklareli am Fındıklı-Bach. Die im Stadtlogo manifestierte Jahreszahl (1959) dürfte ein Hinweis auf das Jahr der Erhebung zur Stadtgemeinde (Belediye) sein.
Kofçaz war bis zum Zweiten Balkankrieg 1913 ein bulgarisches Dorf, als die bulgarische Bevölkerung im Zuge der Rückeroberung Ostthrakiens von den Türken vertrieben wurde (→ Thrakische Bulgaren).

## Der Landkreis
Der Kreis (Kaza) wurde durch das Gesetz Nr. 7033 vom zentralen Landkreis (Merkez Ilçe) abgespalten. Er war dort ein Nahiye mit 17 Ortschaften und zählte 1955 6196 Einwohner, das Verwaltungszentrum (Nahiye Merkez) hieß Keşirlik und hatte 569 Einw. Nach der Eigenständigkeit hatte der Kreis Kofçaz 6886 Einwohner (VZ 1960), davon 692 in der Kreisstadt.
Der im Norden der Provinz gelegene Landkreis grenzt im Süden an den zentralen Landkreis (Merkez) Kırklareli, im Westen an die Provinz Edirne und im Norden an Bulgarien. Er ist der Landkreis mit der geringsten Bevölkerungszahl und hat auch die niedrigste Bevölkerungsdichte in der Provinz. Neben der Kreisstadt besteht er aus 16 Dörfern (Köy) mit durchschnittlich 105 Bewohnern. Die Palette der Einwohnerzahlen reicht von 230 (Elmacık) bis 32 (Aşağıkanara, welches zugleich das bevölkerungsärmste Dorf der Provinz ist).
Die Yıldız Dağları nehmen einen Teil des Landkreises ein.

## Persönlichkeiten
- Petko Rossen, Geburtsname Petko Georgiew Tschorbadschiew  (1880–1944), bulgarischer Freiheitskämpfer, Schriftsteller, Literaturkritiker und Politiker